# بنك فيرست ريبابليك
بنك فيرست ريبابليك (بالإنجليزية: First Republic Bank)‏ هو بنك تجاري أمريكي يقع مقره الرئيسي في سان فرانسيسكو. يمتلك البنك 93 مكتبًا في 11 ولاية. بعد الأزمة المصرفية في عام 2023 أغلق البنك وبيع لجي بي مورغان تشيز.